# Bagh-e Mozaffar
Bagh-e Mozaffar (en persan: باغ مظفر) est une série télévisée humoristique iranienne.

## Fiches techniques
- Réalisateur : Mehran Modiri
- Scénariste en chef : Peiman Ghasem-khani
- Genre : comédie humoristique
- Durée : environ 45 minutes
- Épisodes : 40
- Producteur : Hamid & Majid Aghagolian
- Diffusée par :  IRIB
- Année de Production : Décembre 2006 - janvier 2007

### Distribution
- Mehran Modiri : Mozaffar khan & narrateur
- Siamak Ansari : Kamran
- Reza Shafiei Jam : Gholmorad
- Mohammad Reza Hedayati : Mansour khan
- Nader Soleimani : Bordbar
- Nassrolah Radesh : Heif-e-nan
- Shaghayegh Dehghan : Nazi
- Sahar Jafari Jozani : Forough
- Behnoosh Bakhtiari : Sheida
- Hadi Kazemi : Nima
- Ali Lakpourian : Djamshid
- Saeid Pirdoost : Kambiz
- Saed Hedayati : Parviz
- Elika Abdolrazaghi : La mère de Nazi

## Description
- Mehran Modiri, un des réalisateurs les plus populaires des séries télévisées de comédie humoristique en Iran, a commencé le tournage de cette série en automne 2006.
- Au début, Javad Razavian était choisi pour jouer un rôle dans la série, mais Reza Shafiei Jam prend sa place dans Bagh-e Mozaffar.
- L'histoire est au sujet d'une famille notable qui vit dans une grande maison nommée: "Bagh-é Mozaffar" (Le Jardin de Mozaffar).
- Mehran Modiri joue deux rôle dans la série: il est Mozaffar Khan et aussi il est à l'origine d'aventures.

## Synopsis
Siamak Ansari interprète le rôle de Kamran, un jeune homme étrange qui travaille dans une compagnie de transport dirigée par M. Bordbaar, un homme obèse qui rit à tout facilement. M. Bordbaar et son fils sont tous les deux des gens négligents et Kamran est la seule personne qui vient en aide de la compagnie. Pour la famille Bordbaar, Kamran est une personne timide, et étrange qui travaille fort. Kamran est amoureux de Nazi, la fille de Bordbaar, mais elle est amoureuse de son ancien fiancé. Kamran est trop timide pour montrer ses sentiments envers Nazi. Le père de Kamran, Mozzafar Khan Zargande est un khan qui passe sa vie comme des anciens khans de Téhéran. 
Kamran a aussi une sœur hautaine, et gâtée, Forough Khanoum, qui passe la vie à sa guise. Elle est veuve et son ancien mari avait été tué à la suite d'accidents étranges qui ont un certain rapport avec ce qu'elle est devenue aujourd'hui. Ils ont aussi un domestique appelé Heyfe Naan qui signifie vaurien. Il meurt d’envie d’être puni par ses patrons et qu’on lui parle d’un langage grossier. Ils ont aussi un avocat vaurien et trop négligent, qui essaie de pousser la famille à vendre leur jardin. Selon l’avocat, Djamshid, à Téhéran, la Ville va construire une autoroute qui traversera le jardin. Ils doivent donc le vendre avant d’avoir une baisse de prix drastique. La famille Zargande vit dans un immense jardin qu’elle partage avec le cousin de Mazzafar Khan, Mansour Khan qui souffre d’une perte de mémoire à court terme, déteste son cousin, et malgré son vieil âge reste seul et sans famille. L’histoire avance avec Kamaran poursuivant son amour.    

## Dialogues
- Mehran Modiri dans le rôle de Mozaffar Khan:

- Nous prenons notre repas (Ghazā mikhorim)
- Donne-moi de la confiture.(morabbā bedeh bābā)
- Siamak Ansari dans le rôle de Kamran:

- Je ne divorce pas de Nazi (man nāzi ro talāgh nemidam)
- (Quand le téléphone portatif sonne, Kamran dit): plus tard (puis Kamran prend le téléphone) (Kamran vaghti telephone zang mizaneh : ring... ring...badan!) 
- Nader Soleimani dans le rôle de Bordbar:

- Tu as tort! (to ghelat mikeni)
- Mohammad Reza Hedayati dans le rôle de Mansour Khan:

- Oh! Quelle fille prestigieuse! Tu vas te marier avec moi? (ai voh! cheh khānūmeh bā shakhsiyati, bā man ezdevāj mokoni nenneh?)
- Reza Shafiei Jam dans le rôle de Gholmorad:

- Gholmorad rit. Gholmorad pleure.(Gholmorād dāreh mīkhandeh. Gholmorād dāreh gerieh mīkoneh)

## Critiques envers la série
Mehran Modiri est considéré comme un des plus grands réalisateurs des séries humoristiques en Iran. Il a réalisé des sériés populaires comme Pavarchin et Shabhaye Barareh. Son travail dans Bagh-e Mozaffar a reçu beaucoup de commentaires de la part des critiques. 
Parmi ses commentaires:
- La série contient beaucoup de publicités par rapport aux séries précédentes.
- Les personnages de Bagh-e Mozaffar ne sont pas réels, Ils sont tous imaginaires, ce qui n'est pas le cas dans Shabhaye Barareh.
- Il y a de flagrants conseils au sujet de taxes à payer, manger du poisson, et réduire de la consommation du gaz naturel dans les foyers.

## Personnages de la série
- Mozaffar Khan (Mehran Modiri) : selon le film, Mozaffar Khan est une personne conventionnelle. Il ne peut pas comprendre le sens de l'amour et de l'affection. Il parle le persan ancien.
- Mansour Khan (Mohammad Reza Hedayati) : il est le cousin de Mozaffar Khan. Il souffre de perte de mémoire à court terme. Cela rend le film plus intéressant.